# Conflito coreano
O conflito coreano baseia-se na disputa entre a República Popular Democrática da Coreia ao norte e a República da Coreia ao sul, que reivindicam ser o governo de todo o país. Durante a Guerra Fria, a Coreia do Norte foi apoiada pela União Soviética, pela China e outros estados comunistas, e a Coreia do Sul foi apoiada pelos Estados Unidos e seus aliados. A divisão da Coreia ocorreu no final da Segunda Guerra Mundial em 1945 e as tensões resultantes eclodiriam na Guerra da Coreia em 1950.
Quando a guerra terminou, o país estava devastado, porém a divisão permaneceu. A Coreia do Norte e a Coreia do Sul continuaram num impasse militar com confrontos periódicos. O conflito sobreviveu ao colapso do Bloco Oriental de 1989 a 1991. Os Estados Unidos mantêm uma presença militar no sul para impedir uma invasão do norte. Em 1997, o presidente Bill Clinton descreveu a divisão da Coreia como a "última divisão da Guerra Fria". Em 2002, o presidente dos Estados Unidos, George W. Bush, descreveu a Coreia do Norte como membro de um "Eixo do Mal". Diante do crescente isolamento, a Coreia do Norte começou a desenvolver mísseis nucleares.

## Antecedentes
A Coreia foi anexada pelo Império do Japão em 1910. Nas décadas seguintes, durante a ocupação japonesa da Coreia, grupos nacionalistas e radicais surgiram, principalmente no exílio, para lutar pela independência. Divergentes em suas perspectivas e abordagens, estes grupos não conseguiriam se unir em um movimento nacional. Com base na China, o governo provisório coreano não conseguiu um amplo reconhecimento. Syngman Rhee, pressionava o governo dos Estados Unidos, e o comunista Kim Il-sung, lutava numa guerra de guerrilha contra os japoneses na vizinha Manchúria ao norte da Coreia. Os coreanos que permaneceram em sua terra natal após a anexação foram submetidos a duras repressões políticas e forçados a aderir aos padrões culturais japoneses, enquanto o Japão tentava incorporar a Coreia.
Após o fim da ocupação, muitos coreanos de alta patente foram acusados de colaborar com o imperialismo japonês. Uma luta intensa entre várias figuras e grupos políticos que aspiravam liderar a Coreia se seguiu, e muitos, como Kim Gu e Lyuh Woon-hyung, foram assassinados ou reprimidos.

## Fim do domínio japonês e partição
Em 9 de agosto de 1945, nos dias finais da Segunda Guerra Mundial, a União Soviética declarou guerra ao Japão e avançou até a Coreia. Embora a declaração de guerra soviética tivesse sido acordada pelos Aliados na Conferência de Yalta, o governo dos Estados Unidos ficou preocupado com a perspectiva de que toda a Coreia ficasse sob controle soviético. O governo estadunidense, portanto, solicitou que as forças soviéticas parassem seu avanço no 38º paralelo norte, deixando o sul da península, incluindo a capital, Seul, para ser ocupada pelos Estados Unidos. Isto seria incorporado na Ordem Geral nº 1 às forças japonesas após a rendição do Japão em 15 de agosto. Em 24 de agosto, o Exército Vermelho entrou em Pyongyang e estabeleceu um governo militar sobre a Coreia ao norte do paralelo. As forças estadunidenses desembarcariam no sul em 8 de setembro e estabeleceram o Governo militar do Exército dos Estados Unidos na Coreia.
Os Aliados tinham inicialmente previsto uma tutela conjunta que conduziria a Coreia à independência, porém a maioria dos nacionalistas coreanos desejavam a independência imediatamente. Enquanto isso, a cooperação durante o período de guerra entre a União Soviética e os Estados Unidos se deteriorava à medida que a Guerra Fria se agravava. Ambas as potências ocupantes passaram a promover a posições de autoridade coreanos alinhados com seu lado da política e marginalizar seus oponentes. Muitos desses líderes políticos emergentes exilados estavam retornando, com pouco apoio popular. Na Coreia do Norte, a União Soviética apoiou os comunistas coreanos. Kim Il-sung, que desde 1941 estava servindo no exército soviético, tornou-se a principal figura política. A sociedade foi centralizada e coletivizada, seguindo o modelo soviético.  A política na Coreia do Sul foi mais tumultuada, porém o fortemente anticomunista Syngman Rhee, que tinha sido educado nos Estados Unidos, foi posicionado como o político mais proeminente.
Como resultado, surgiram dois proto-estados antagônicos, com sistemas políticos, econômicos e sociais diretamente opostos. Na Coreia do Sul, uma eleição geral foi realizada em 10 de maio de 1948. A República da Coreia foi estabelecida com Syngman Rhee como presidente e substituiu formalmente a ocupação militar dos Estados Unidos em 15 de agosto. Na Coreia do Norte, a República Popular Democrática da Coreia foi declarada em 9 de setembro, com Kim Il-sung, como primeiro-ministro. Esses eventos solidificaram a partição da Coreia em dois estados antagônicos. As forças de ocupação soviéticas deixaram a República Popular Democrática da Coreia em 10 de dezembro de 1948. As forças dos Estados Unidos deixaram a República da Coreia no ano seguinte, embora o Korean Military Advisory Group dos Estados Unidos continuasse a treinar o Exército da República da Coreia. Os novos regimes também adotaram diferentes nomes para a Coreia: o Norte escolheu Choson e o Sul optou por Hanguk.
Ambos os governos opositores consideraram-se o governo de toda a Coreia (ambos fazem tais reivindicações até hoje), além disso, consideraram a divisão como temporária. Kim Il-sung tentou persuadir Josef Stalin e Mao Tsé-Tung para um apoio em uma guerra de reunificação. Syngman Rhee repetidamente expressou seu desejo de conquistar o Norte. Em 1948, a Coreia do Norte, que possuía quase todos os geradores, desligou o fornecimento de eletricidade para a Coreia do Sul. No período que antecedeu o início da Guerra da Coreia, houve frequentes confrontos ao longo do paralelo 38, especialmente em Kaesong e Ongjin, iniciados por ambos os lados.
Durante todo esse período houve revoltas no Sul, como a Revolta de Jeju e a Rebelião Yeosu–Suncheon, que foram brutalmente reprimidas. Ao todo, mais de cem mil pessoas perderam suas vidas em combates na Coreia antes da Guerra da Coreia começar.

## Guerra da Coreia

Mapa da Guerra da Coreia mostrando:
Forças da Coreia do Norte, da China e comunistas
Forças da Coreia do Sul, dos Estados Unidos e das Nações Unidas

Em 1950, a Coreia do Norte tinha uma clara superioridade militar sobre a Coreia do Sul. Os ocupantes soviéticos a tinham armado com o armamento excedente e fornecido treinamento. Muitos soldados que retornaram à Coreia do Norte estavam endurecidos pela batalha por sua participação na Guerra Civil Chinesa, que acabara de terminar. Kim Il-sung esperava uma rápida vitória, prevendo que haveria levantes pró-comunistas no Sul e que os Estados Unidos não iriam intervir. Ao invés de perceber o conflito como uma guerra civil, no entanto, o Ocidente considerou em termos da Guerra Fria como uma agressão comunista, relacionada com os recentes acontecimentos na China e na Europa Oriental.
A Coreia do Norte invadiu o Sul em 25 de junho de 1950 e rapidamente avançou pela maior parte do país. Em setembro de 1950, a força das Nações Unidas, liderada pelos Estados Unidos, interveio para defender o Sul e, após o desembarque de Incheon e a retirada ao perímetro de Busan, avançou rapidamente para a Coreia do Norte. Assim que se aproximaram da fronteira com a China, as forças chinesas intervieram em nome da Coreia do Norte, mudando o equilíbrio da guerra novamente. Os combates terminaram em 27 de julho de 1953, com um armistício que restaurou aproximadamente os limites originais entre a Coreia do Norte e a Coreia do Sul.
A Coreia ficou devastada. Mais de um milhão de civis e soldados foram mortos. Seul estava em ruínas, tendo trocado de mãos quatro vezes. Quase todos os principais edifícios da Coreia do Norte haviam sido destruídos. Como resultado, os norte-coreanos desenvolveram uma inimizade profundamente arraigada em relação aos Estados Unidos.

## Armistício
As negociações para um armistício começaram em 10 de julho de 1951, enquanto a guerra continuava. As principais questões foram o estabelecimento de uma nova linha de demarcação e a troca de prisioneiros. Depois que Josef Stalin morreu, a União Soviética negociou concessões que levaram a um acordo em 27 de julho de 1953.
Syngman Rhee opôs-se ao armistício porque este deixava a Coreia dividida. À medida que as negociações chegavam ao fim, ele tentou sabotar os arranjos para a libertação dos prisioneiros e liderou manifestações em massa contra o armistício. Ele se recusou a assinar o acordo, mas relutantemente concordou em respeitá-lo.
O armistício inaugurou um cessar-fogo oficial, mas não conduziu a um tratado de paz. Estabeleceu a Zona Desmilitarizada Coreana, uma zona tampão entre os dois lados, que cruza o paralelo 38 mas não o segue. Apesar de seu nome, a fronteira era, e continua a ser, uma das mais militarizadas do mundo.
A Coreia do Norte anunciou que não cumpriria mais o armistício em pelo menos seis ocasiões: nos anos de 1994, 1996, 2003, 2006, 2009 e 2013.

## Conflito após a Guerra da Coreia
Depois da guerra, as forças chinesas partiram, porém as forças estadunidenses permaneceram no sul. O conflito esporádico continuou entre a Coreia do Norte e a Coreia do Sul. Em 1 de outubro de 1953, os Estados Unidos e a Coreia do Sul assinaram um tratado de defesa. Em 1958, os Estados Unidos posicionaram armas nucleares na Coreia do Sul. Em 1961, a Coreia do Norte assinou tratados de defesa mútua com a União Soviética e a China. Durante esse período, a Coreia do Norte foi descrita pelo ex-diretor da CIA, Robert Gates, como o "alvo de inteligência mais difícil do mundo". Ao lado do confronto militar, ocorreu uma guerra de propaganda, incluindo campanhas de propaganda de balões.
Os regimes opostos alinharam-se com lados opostos na Guerra Fria. Ambos os lados receberam o reconhecimento como governo legítimo da Coreia pelos blocos opostos.
A Coreia do Norte se apresentou como defensora do comunismo ortodoxo, distinto da União Soviética e da China. O regime desenvolveu a doutrina do Juche ou autossuficiência, que incluía a mobilização militar extrema. Em resposta à ameaça de guerra nuclear, construiu extensas instalações subterrâneas e nas montanhas. O Metrô de Pyongyang foi aberto na década de 1970, com capacidade para funcionar como abrigo contra bombas. Até o início dos anos 1970, a Coreia do Norte era economicamente igual  a Coreia do Sul.
A Coreia do Sul tornou-se uma ditadura militar fortemente anticomunista e esteve profundamente envolvida na Guerra do Vietnã. A ocupação da Coreia do Norte deixou para trás um movimento de guerrilha que persistiu nas províncias de Cholla.
As tensões entre o Norte e o Sul aumentaram no final dos anos 1960 com uma série de confrontos armados de baixo nível conhecidos como Conflito da Zona Desmilitarizada da Coreia. Em 1966, Kim declarou a "libertação do sul" como um "dever nacional". Em 1968, os comandos norte-coreanos lançaram o ataque a Casa Azul, uma tentativa mal sucedida de assassinar o presidente sul-coreano Park Chung-hee. Pouco depois, o navio de espionagem estadunidense Pueblo foi capturado pela marinha norte-coreana. Os estadunidenses perceberam a crise em termos de confronto global com o comunismo, porém ao invés de orquestrar o incidente, o governo soviético estava preocupado com ele. Kim estava, no entanto, inspirado pelos sucessos comunistas na Guerra do Vietnã.
Em 1969, a Coreia do Norte derrubou um avião de espionagem estadunidense EC-121 sobre o Mar do Japão, matando todos os 31 tripulantes a bordo, no que constituiu a maior perda de tripulação aérea dos Estados Unidos durante a Guerra Fria. Em 1969, um avião YS-11 da Korean Air Lines foi sequestrado e levado para a Coreia do Norte. Da mesma forma, em 1970, os sequestradores do voo 351 da Japan Airlines receberam asilo na Coreia do Norte. Em resposta ao ataque a Casa Azul, o governo sul-coreano criou uma unidade especial para assassinar Kim Il-sung, mas a missão foi abortada em 1972.
Em 1974, um simpatizante do regime norte-coreano tentou assassinar o presidente Park e matou a primeira-dama, Yuk Young-soo. Em 1976, o incidente do machado conduziu à morte de dois oficiais do exército estadunidense na Zona Desmilitarizada da Coreia e ameaçou desencadear uma guerra mais ampla. Na década de 1970, a Coreia do Norte sequestraria vários cidadãos japoneses.
Em 1976, em minutas agora desclassificadas, o Subsecretário de Defesa dos Estados Unidos William Clements informava Henry Kissinger a ocorrência de 200 ataques ou incursões na Coreia do Norte a partir da Coreia do Sul, mas não pelos militares estadunidenses. Os detalhes de apenas algumas dessas incursões tornaram-se públicas, incluindo incursões das forças sul-coreanas em 1967 que haviam sabotado cerca de 50 instalações norte-coreanas.
Na década de 1970, tanto o Norte quanto o Sul começaram a aumentar sua capacidade militar. Descobriu-se que a Coreia do Norte havia cavado túneis sob a Zona Desmilitarizada que poderiam acomodar milhares de tropas. Alarmados com a perspectiva do desengajamento dos Estados Unidos, a Coreia do Sul iniciou um programa secreto de armas nucleares, que foi fortemente contestado por Washington.
Em 1977, o presidente dos Estados Unidos Jimmy Carter propôs a retirada das tropas da Coreia do Sul. Houve uma repercussão generalizada nos Estados Unidos e na Coreia do Sul, e os críticos argumentaram que isso permitiria ao Norte capturar Seul. Carter adiou a ação, mas seu sucessor Ronald Reagan inverteu a política, aumentando o número de tropas para quarenta e três mil. Depois que Reagan forneceu a Coreia do Sul os caças F-16 e depois que Kim Il-sung visitou Moscou em 1984, a União Soviética reiniciou sua ajuda militar e cooperação com o Norte.
Os distúrbios no Sul viriam à tona com a Revolta de Gwangju em 1980. A ditadura equiparou a dissidência com a subversão norte-coreana. Por outro lado, alguns jovens manifestantes viam os Estados Unidos  como cúmplices da repressão política e se identificavam com a propaganda nacionalista do Norte.
Na década de 1980, dois atentados à bomba foram atribuídos à Coreia do Norte: o atentado em Rangum em 1983, uma tentativa fracassada de assassinato contra o presidente sul-coreano Chun Doo-hwan durante uma visita à Birmânia, e o ataque ao Voo 858 da Korean Air em 1987. Como resultado do ataque ao avião, o governo dos Estados Unidos colocaria a Coreia do Norte em sua lista de países terroristas.

## Depois da Guerra Fria
Com o fim da Guerra Fria, a Coreia do Norte perdeu o apoio da União Soviética e mergulhou numa crise econômica. Ao mesmo tempo, Kim Il-sung falecia. Houve expectativas de que o governo norte-coreano entraria em colapso e que a península seria reunificada.
Em 1998, o presidente sul-coreano Kim Dae-jung iniciou a Política do Sol, que visava promover melhores relações com o Norte. No entanto, após os ataques de 11 de setembro, o presidente dos Estados Unidos George W. Bush, não apoiou a política e, em 2002, classificou a Coreia do Norte como membro de um "Eixo do Mal". A Política do Sol seria abandonada formalmente pelo presidente sul-coreano Lee Myung-bak após sua eleição em 2007.
Enquanto isso, em resposta ao seu crescente isolamento, a Coreia do Norte redobrou seus esforços para desenvolver armas nucleares e mísseis balísticos intercontinentais. Em 1994, o presidente Bill Clinton considerou bombardear o reator nuclear de Yongbyon. Mas foi aconselhado de que, caso a guerra estourasse, poderia custar 52 mil soldados estadunidenses e 490 mil soldados sul-coreanos nos primeiros três meses, bem como um grande número de vítimas civis. As negociações das seis partes envolvendo a Coreia do Norte e a Coreia do Sul, os Estados Unidos, a Rússia, o Japão e a China começaram em 2003, mas não conseguiram resolver a questão. Em 2006, a Coreia do Norte anunciou que havia realizado com êxito seu primeiro teste nuclear.
No início do século XXI, estimava-se que a concentração de poder de fogo na área entre Pyongyang e Seul era maior do que na Europa Central durante a Guerra Fria. O Exército Popular da Coreia possuía numericamente o dobro do tamanho das forças armadas da Coreia do Sul e tinha a capacidade de devastar Seul com bombardeios de artilharia e mísseis. As forças armadas da Coreia do Sul, no entanto, foram avaliadas como sendo tecnicamente superiores em muitos aspectos.  As forças estadunidenses mantiveram-se na Coreia do Sul e realizam exercícios militares anuais com as forças sul-coreanas, incluindo Key Resolve, Foal Eagle e Ulchi-Freedom Guardian.  Estes têm sido rotineiramente denunciados pela Coreia do Norte como atos de agressão. Entre 1997 e 2016, o governo da Coreia do Norte acusou outros governos de declarar guerra contra si 200 vezes.
Durante este período, dois submarinos norte-coreanos foram capturados após serem encalhados na costa sul-coreana, um perto de Gangneung em 1996 e outro perto de Sokcho em 1998. Em dezembro de 1998, a marinha sul-coreana afundou um semissubmersível norte-coreano na Batalha de Yeosu. Em 2001, a guarda costeira japonesa afundou um navio de espionagem norte-coreano na Batalha de Amami-Ōshima.
O conflito intensificou-se perto da fronteira marítima disputada conhecida como Linha de Limite Norte no Mar Amarelo. Em 1999 e 2002, houve confrontos entre as marinhas da Coreia do Norte e da Coreia do Sul, conhecida como Primeira e Segunda Batalha de Yeonpyeong. Em 26 de março de 2010, um navio da marinha sul-coreana, o ROKS Cheonan, afundou perto da ilha de Baengnyeong no Mar Amarelo e um torpedo norte-coreano foi responsabilizado. Em 23 de novembro de 2010, em resposta a um exercício militar conjunto, a Coreia do Norte disparou sua artilharia na maior ilha sul-coreana de Yeonpyeong no Mar Amarelo e a Coreia do Sul retaliou.
Em 2013, em meio as tensões sobre seu programa de mísseis, a Coreia do Norte forçou o encerramento temporário da Região Industrial de Kaesong operada em conjunto. A zona foi fechada novamente em 2016. Um parlamentar sul-coreano seria condenado por planejar uma campanha de sabotagem para apoiar a Coreia do Norte em 2013 e preso por 12 anos.
Em 2016, em face aos protestos, a Coreia do Sul decidiu implantar o sistema anti-mísseis THAAD. Depois do quinto teste nuclear da Coreia do Norte em setembro de 2016, foi relatado que a Coreia do Sul havia desenvolvido um plano para destruir Pyongyang caso houvesse sinais de um ataque nuclear iminente vindo do norte.